# Suta dwyeri
Suta dwyeri är en ormart som beskrevs av Worrell 1956. Suta dwyeri ingår i släktet Suta och familjen giftsnokar och underfamiljen havsormar. Inga underarter finns listade i Catalogue of Life. Arten listades tidvis i släktet Parasuta.
Denna orm förekommer i östra Australien i centrala och södra Queensland, i New South Wales och fram till centrala Victoria. Habitatet utgörs av torra skogar med hårdbladsväxter, av gräsmarker och av klippiga områden med glest fördelad växtlighet. Individerna gömmer sig i lövskiktet, under stenar eller under annan bråte. Honor lägger inga ägg utan föder levande ungar. De har ett giftigt bett.
För beståndet är inga hot kända. Hela populationen anses vara stabil. IUCN listar arten som livskraftig (LC).